# Robert Hausmann
Robert Hausmann (Rottleberode, 13 agosto 1852 – Vienna, 18 gennaio 1909) è stato un violoncellista tedesco.

## Biografia
Robert Hausmann nacque a Rottleberode, nello Harz, Circondario di Mansfeld-Südharz (Germania) il 13 agosto 1852. Entrò nel liceo di Braunschweig, all'età di otto anni, dove apprese i primi rudimento del violoncello da parte di Theodor Müller. Nel 1869 fu uno dei primi studenti dell'Università delle arti di Berlino, dove studiò col nipote di Müller, Wilhelm Müller, e ricevette i consigli del violinista Joseph Joachim, che lo introdusse presso il grande violoncellista e pedagogo Carlo Alfredo Piatti, con cui studiò a Londra e presso la sua proprietà a Cadenabbia sul lago di Como

Robert Hausmann andò quindi ad integrare il quartetto del Conte Hochberg in Slesia dal 1872 al 1876, poi venne nominato professore di violoncello all'Università delle arti dove aveva studiato.
Nel 1879-80, Charles Villiers Stanford scrisse un concerto per violoncello in re minore per Robert Hausmann. Il lavoro venne composto dopo che Hausmann aveva tenuto concerti in Inghilterra e nel resto d'Europa. Questa sonata (Op. 9), a lui dedicata, venne eseguita da Hausmann stesso il 1 ° maggio 1877, con Stanford che suonava il piano. Questo è la prima importante Sonata per violoncello scritta dal compositore inglese.
Nel 1881, Hausmann eseguì il Kol Nidrei, Op. 47 di Max Bruch, anch'essa dedicata a lui. Bruch aveva scritto questo pezzo in risposta ad una forte richiesta di Hausmann, che voleva un brano per violoncello e orchestra che uguagliasse quello che aveva scritto per violino e orchestra.
Hausmann ebbe una relazione privilegiata con Johannes Brahms. La Sonata n. 2 per violoncello e piano, Op. 99, a lui dedicata, venne eseguita per la prima volta, col compositore al piano, il 14 novembre 1886. È lui che ha anche reso popolare la Sonata n. 1 per violoncello e piano, Op. 38 · . Nel novembre 1891, ha partecipato alla prima esecuzione privata, a Meiningen, del Trio per clarinetto, violoncello e pianoforte, Op. 114, con Richard Mühlfeld al clarinetto e Brahms al piano. Il mese successivo, ottenne un trionfo dopo la prima esecuzione pubblica a Berlino.  È ancora Robert Hausmann che eseguì per primo il Doppio concerto per violino e violoncello, con József Joachim, il 18 octobre 1887. Il brano è dedicato ai due solisti, ed il critico Eduard Hanslick scrisse che Hausmann non era "assolutamente inferiore a Joachim".
Nel 1894, Hausmann sposò Helene von Maybach, figlia del Ministro Prussiano del Commercio Albert von Maybach.
Fu l'interpretazione di Robert Hausmann del Concerto per violoncello n. 2 di Antonín Dvořák, nel 1896, con Brahms che l'accompagnava al piano, che portò Brahms a dichiarare: "Se avessi saputo che era possibile comporre un simile concerto per violoncello, mai ne avrei scritto uno io!"
Le composizioni di Hausmann sono oggi completamente dimenticate, ma contano almeno 41 numeri d'opus.
Robert Hausmann ha pubblicato edizioni delle Suite per violoncello solo di Bach, delle Sonate per violoncello e delle Variazionis Concertanti in re maggiore, Op. 17 di Mendelssohn; ha realizzato un arrangiamento per violoncello e piano delle Märchenbilder, Op. 113,  di Schumann (originariamente per viola e piano).
Tra i suoi allievi figurano, Friedrich Koch (professore di Boris Blacher e di Paul Kletzki), Wallingford Riegger, Philipp Roth, Percy Such, Hugo Dechert, Otto Lüdemann ed altri.
Suonava un superbo violoncello Stradivarius del 1724, che è ancora conosciuto come lo Stradivarius "Hausmann". L'aveva acquistato da suo zio George Haussmann (1814-1861). Lo strumento è divenuto, in seguito, di proprietà del maestro russo Edmund Kurtz (primo violoncello alla Chicago Symphony Orchestra).
Robert Hausmann morì a Vienna nel gennaio del 1909, all'età di 56 anni.